# 勒特莱恩
勒特莱恩是德国巴伐利亚州的一座城市，面积19.09平方公里，人口4,895人（2006年）。